# 小行星5538
小行星5538（英語：5538 Luichewoo）是一颗围绕太阳公转的小行星。1964年10月9日，紫金山天文台在南京发现了此天体。
这颗小行星的绝对星等为45.66455等。